# Onthophagus sihkahonoi
Onthophagus sihkahonoi là một loài bọ cánh cứng trong họ Bọ hung (Scarabaeidae).